# Ruslan Neshcheret
Ruslan Neshcheret (Mukáchevo, 22 de enero de 2002) es un futbolista ucraniano que juega de portero en el F. C. Dinamo de Kiev de la Liga Premier de Ucrania.

## Trayectoria
Neshcheret comenzó su carrera deportiva en el FC Dinamo de Kiev, con el que debutó como profesional el 31 de octubre de 2020, en un partido de la Liga Premier de Ucrania frente al SC Dnipro-1. Pocos días después, el 4 de noviembre, debutó en la Liga de Campeones de la UEFA, en un partido frente al F. C. Barcelona, que terminó con victoria por 2-1 del cuadro azulgrana.

## Selección nacional
Neshcheret fue internacional sub-16 y sub-17 con la selección de fútbol de Ucrania, y en la actualidad es internacional sub-21.

## Clubes
| Club                 | País    | Año       |
| -------------------- | ------- | --------- |
| F. C. Dinamo de Kiev | Ucrania | 2019-act. |

## Palmarés

### Títulos nacionales
| Título                  | Club                 | País    | Año  |
| ----------------------- | -------------------- | ------- | ---- |
| Liga Premier de Ucrania | F. C. Dinamo de Kiev | Ucrania | 2021 |
| Copa de Ucrania         | F. C. Dinamo de Kiev | Ucrania | 2021 |
| Liga Premier de Ucrania | F. C. Dinamo de Kiev | Ucrania | 2025 |